# Hillbrow

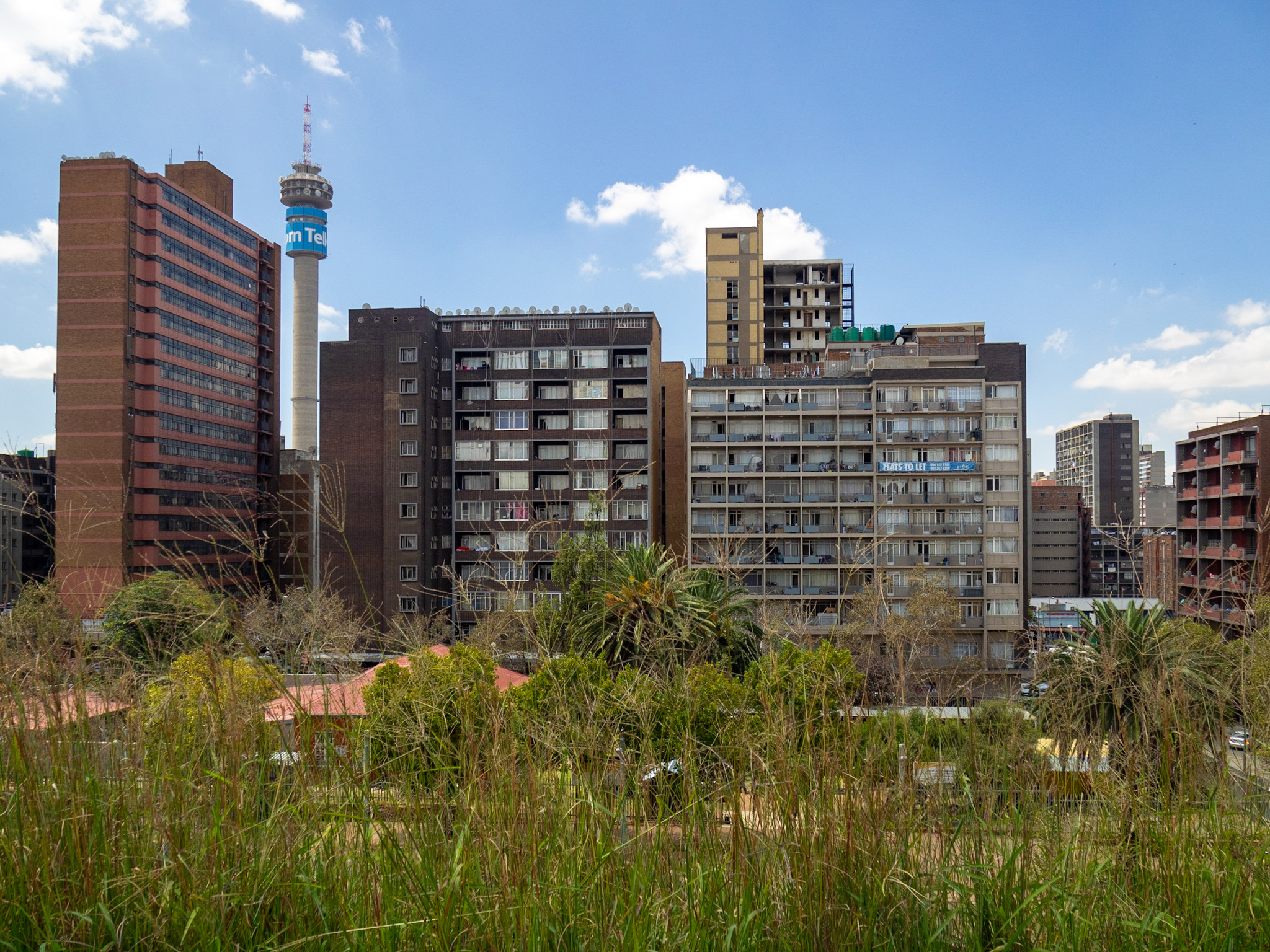
Hillbrow skyline

Hillbrow (/ h ɪ l b r oʊ /) is een woonwijk in de binnenstad van Johannesburg, de provincie Gauteng, Zuid-Afrika. Het staat bekend om zijn hoge bevolkingsdichtheid, werkloosheid, armoede, prostitutie en misdaad.
In de jaren zeventig was het een apartheidsgebied dat werd aangewezen als "alleen blanken", maar werd al snel een "grijs gebied", waar mensen van verschillende etniciteiten samenleefden. Het kreeg een kosmopolitisch en politiek vooruitstrevend gevoel en was een van de eerste herkenbare homo- en lesbiennegebieden in het stedelijke Zuid-Afrika. Door de massale groei van de bevolking van arme en werkloze zwarte mensen na het einde van de apartheid, nam de misdaad echter toe en kwamen de straten bezaaid met afval. Dit, samen met een gebrek aan investeringen en angst, leidde in de jaren tachtig tot een uittocht van bewoners van de middenklasse en het verval van grote gebouwen, met als gevolg een stedelijke sloppenwijk in de jaren negentig. 
Vandaag de dag zijn de meeste inwoners binnenkomende migranten uit de townships, plattelandsgebieden en de rest van Afrika, waarvan velen in bittere armoede leven. Er wordt gewerkt aan een stadsvernieuwingsprogramma. Er zijn straatmarkten, voornamelijk gebruikt door lokale bewoners, en de Johannesburg Art Gallery bevat werk van grote lokale kunstenaars, waaronder William Kentridge.

## Geschiedenis
Voorafgaand aan de ontdekking van goud op de Witwatersrand in 1886, lag de buitenwijk Randjeslaagte op land dat eigendom is van de overheid en dat nu het Centraal zakendistrict van Johannesburg (Johannesburg CBD) vormt. Het was een driehoekig stuk braakliggend land dat niet werd gebruikt voor landbouw en de toekomstige buitenwijk ligt in de noordelijke top van de driehoek. De oorsprong van zijn naam is eenvoudig, de buitenwijk ligt op de rand van de oostwestelijke bergrug die het Centraal zakendistrict van Johannesburg doorkruist. De grond was eigendom van J. Nicholls die ze verkocht aan Transvaal Mortgage, Loan & Finance Company. Het werd in 1894 en 1895 ingericht als woonwijk, waarbij Richard Currie de stands veilde.  In 1897 werd het onderdeel van de Sanitaire Raad van Johannesburg. Na de Tweede Wereldoorlog begonnen ontwikkelaars de stands te kopen tegen waarden die hun waarde te boven gingen en veranderden ze er uiteindelijk in flatgebouwen. 

## Homogemeenschap
In het midden van de 20e eeuw ontwikkelde Hillbrow een reputatie voor zijn groeiende homogemeenschap. Vanaf de jaren zestig werden in Hillbrow veel homo-etablissementen en publicaties opgericht. De homogemeenschap was sterk en groot genoeg in Hillbrow dat de conservatieve regerende Nasionale Partij, die apartheid instelde, bij de verkiezingen van 1987 een pro-homorechtenkandidaat, Leon de Beer, opstelde. De zegevierende campagne van De Beer werd zwaar geadverteerd in de Hillbrow-gebaseerde homopublicatie Exit en zijn campagnebeloften waren om zowel homorechten in het parlement te bevorderen als Hillbrow te herstellen als een alleen blanke wijk. Zijn campagne kreeg genoeg steun van de homogemeenschap dat hij de verkiezingen won en de eerste gekozen ambtenaar in Zuid-Afrika werd die zich op een pro-homoplatform richtte en won.
In 1990 werd in Hillbrow een van de eerste trainings- en informatiecentra voor HIV in Zuid-Afrika opgericht, aanvankelijk voornamelijk gericht op blanke homomannen. Terwijl de raciale demografie in Hillbrow radicaal veranderde, veranderden ook de mensen die hiv-gerelateerde zorg nodig hadden, en tegen het einde van de jaren negentig werkten de klinieken voornamelijk met zwarte heteroseksuele vrouwen. Hillbrow kende een zware achteruitgang en het grootste deel van de homogemeenschap, die overwegend blank was, verliet het gebied binnen het decennium.
- Library of Congress Control Number: n97020741
- MusicBrainz: 273109da-8fbf-4477-ada2-e79fc1bcfa1c
- Nationale Bibliotheek van Israël: 987007542500305171
- Virtual International Authority File: 126837993